# جايس هيلين موهيم
جايس هيلين موهيم (بالإنجليزية: Gaius Helen Mohiam) هي شخصية خيالية من سلسلة فرنشايز كثيب التي ألَّفها فرانك هربرت. ظهرت بشكل أساسي في رواية كثيب التي صدرت في 1963–65 وتكملته مسيح كثيب عام 1969. كما لعبت موهيم دورًا رئيسيًا في ثلاثية بادئة سلسلة كثيب التمهيدية (1999–2001) وثلاثية كلادان (2020–2022) من تأليف برايان هربرت وكيفن ج. أندرسون.
في كثيب، غايوس هيلين موهيم هي عرَّافة الحقيقة الإمبراطورية، ومعلمة ليدي جيسيكا، محظية البِني جيسيرت للدوق ليتو آتريديز. موهيم مهتمة بابن جيسيكا الصغير بول آتريديز، الذي يعد شخصية رئيسية في برنامج تربية البِني جيسيرت ولكنه أظهر أيضًا إمكانات غير عادية. في النهاية، فقدت أي نفوذ ربما كان لها على جيسيكا أو بول، اللذين تحالفا مع الفرمِن السُّكان الأصليين لكوكب أرَّاكس وخلعا الإمبراطور باديشاه شادام الرابع. في مسيح كثيب، تنضم موهيم إلى مؤامرة لإسقاط بول من السلطة، والتي تفشل.
لعبت جاين فيليبس دور جايس هيلين موهيم في فيلم كثيب للمخرج ديفيد لينش عام 1984، كما لعبت زوزانا جيسليروفادورها في المسلسل القصير كثيب لفرانك هربرت عام 2000 وتكملته عام 2003 ذرية كثيب لفرانك هربرت، ولعبت شارلوت رامبلينغ دورها في فيلم كثيب للمخرج ديني فيلنوف عام 2021 وتكملته عام 2024.